# Konståret 1924

## Händelser

### Maj
- 3 maj – Carl Milles med "Folkungafontänen" erhåller första pris i en tävling om förslag till Folkungabrunn i Linköping [1].

### Oktober
- 31 oktober – Nationalmuseums nämnd beslutar att på prov uppsätta Carl Larssons Midvinterblot i trapphallen.

### December
- 3 december – Skämttidningarna Strix och Söndags-Nisse sammanslås till en tidning, Söndagsnisse-Strix.

### Okänt datum
- Estrid Ericson grundade Svenskt Tenn AB i Stockholm
- Svenska staten köper Thielska galleriet av bankmannen och konstsamlaren Ernest Thirel [2].
- Konstnärsgruppen De tolv gjorde sin första gemensamma utställning.

## Verk
- 11 maj – Rafael-Rådbergs Jenny Lind-staty avtäcks på Framnäs udde vid Djurgårdsbrunnsviken.

## Utställningar
- 1 mars – Minnesutställning över Anders Zorn öppnas i Stockholm.
- Die Blaue Vier genomför sina första utställningar i Europa och USA

## Födda
- 8 februari – Björn Evensen (död 2021), svensk tecknare, grafiker och skulptör.
- 17 februari – Lasse Sandberg (död 2008), svensk illustratör och författare.
- 7 mars – Eduardo Paolozzi (död 2005), skotsk popkonstnär.
- 8 mars – Anthony Caro (död 2013), brittisk skulptör.
- 6 april – Otto Frello (död 2015), dansk målare.
- 10 april – Kenneth Noland (död 2010), amerikansk målare.
- 10 maj – Torsten Renqvist (död 2007), svensk grafiker och skulptör.
- 29 maj – Lars Bo (död 1999), dansk konstnär.
- 10 juni – Matts Jungstedt (död 2024), svensk konstnär.
- 21 juni – Pontus Hultén (död 2006), svensk professor, konstsamlare och museiman.
- 24 juli – Stig Wallgren (död 2003), svensk konstnär, kompositör, artist och författare.
- 29 juli – George Beverloo (död 1982), svensk skämttecknare.
- 1 september – Robert Jäppinen (död 2006), svensk konstnär.
- 9 september – Henrik Tikkanen (död 1984), finlandssvensk illustratör och författare.
- 22 september – Charles Keeping (död 1988), brittisk illustratör, barnboksförfattare och litograf.
- 7 oktober – Gunnar Brusewitz (död 2004), svensk författare, konstnär och tecknare.
- 20 november – Staffan Östlund (död 2007), svensk skulptör.
- 24 december – Bosse Gustafson (död 1984), svensk konstnär, grafiker, författare och debattör.

## Avlidna
- 25 maj – Thure Sundell, 59, finsk landskapsmålare.
- 19 augusti – Ferdinand Cheval, 88, fransk särlingskonstnär.
- 5 september – J.A.G. Acke, 65, svensk konstnär.
- 13 september – Lars Kellman, 66, svensk arkitekt.

### Fotnoter
1. ↑  Sverige 1900-talet, NE, Bra Böcker, 2000
2. ↑  Hundra år i Sverige – 1924, Hans Dahlberg, Albert Bonniers, 1999